# Хёйзер, Эрнст
Эрнст Хёйзер (нем. Ernst Heuser; 9 апреля 1863, Эльберфельд, ныне в составе города Вупперталь — 12 июня 1942, Кёльн) — немецкий пианист, композитор и музыкальный педагог.
Учился в Берлине у Жана Луи Никоде, занимался также под руководством Франца Листа.
С 1887 г. преподавал фортепиано в Кёльнской консерватории; среди его учеников, в частности, Феликс Боровский.
Автор оперы «Из великих времён» (нем. Aus großer Zeit; 1895, либретто Отто Хаусмана), поэмы для сопрано, хора и оркестра «Месть цветов» (нем. Der Blumen Rache; 1894, на стихи Фердинанда Фрейлиграта), отмеченного критикой фортепианного трио (1901), многочисленных хоровых и фортепианных сочинений. Выпустил также ряд дидактических пособий, в том числе «Этюды для равномерного развития рук».